# اسیس جوواناز
اسیس جوواناز (انگلیسی: Assis Giovanaz؛ زادهٔ ۴ اکتبر ۱۹۸۹) بازیکن فوتبال اهل برزیل است.
از باشگاه‌هایی که در آن بازی کرده‌است می‌توان به باشگاه فوتبال بلننسس و باشگاه فوتبال ویتوریا گیماریش اشاره کرد.